# Torri Edwards
Torri Mechelle Edwards (Fontana, 31 gennaio 1977) è un'ex velocista statunitense, campionessa mondiale dei 100 metri piani a Parigi 2003.

## Biografia
La prima competizione internazionale di rilievo nella carriera agonistica di Torri Edwards furono le Olimpiadi di Sydney. Iscritta in sostituzione dell'infortunata Inger Miller, nelle gare individuali non ottenne risultati di rilievo: fu eliminata al secondo turno nei 100 metri ed in semifinale nei 200 metri. La medaglia, un bronzo, arrivò con la staffetta 4 × 100 m, dove Edwards corse la seconda frazione.
Il 2003 fu il suo anno migliore. A marzo ai Mondiali indoor a Birmingham vinse il bronzo nei 60 metri con il tempo di 7"17. In luglio al Golden Gala di Roma fece il suo record personale sui 200 m con 22"28.
In agosto ai mondiali all'aperto di Parigi s'aggiudicò sul campo l'argento nei 100 m ed il bronzo nei 200 m, in entrambi i casi con vittoria della connazionale Kelli White; dopo la squalifica comminata alla White per doping, alla Edwards furono assegnati l'oro sui 100 m e l'argento sui 200 m. Nei 100 m fece inoltre il suo primato personale, 10"93.
Nella staffetta 4×100 metri gli USA stavano per aggiudicarsi, ancora senza la White, l'oro, ma la Edwards, che correva come ultima componente della squadra statunitense composta anche da Angela Williams, Chryste Gaines ed Inger Miller, subì la rimonta della francese Christine Arron che le tolse l'oro, regalandolo alla Francia, nazione ospitante della rassegna mondiale. Gli Stati Uniti ottennero l'argento nonostante il loro record stagionale di 41"83, mentre le vincitrici francesi fecero 41"78, la migliore prestazione mondiale di quell'anno.
Ai Mondiali indoor di Budapest del 2004 Torri Edwards con 7"16 sui 60 m finì quarta, fuori dal podio. Successivamente fu trovata positiva alla nichetamide, uno stimolante, in un controllo anti-doping effettuato il 24 aprile ad un meeting a Fort-de-France, in Martinica. Il 18 luglio 2004 le fu inflitta una squalifica di due anni, che le impedì di partecipare ai Giochi olimpici di Atene.
Nel settembre 2005, tuttavia, la World Anti-Doping Agency (WADA) rimosse la nichetamide dalla lista delle sostanze proibite, e la classificò tra quelle che prevedono al massimo una squalifica di un anno. La Edwards, che aveva già scontato 15 mesi di squalifica, venne perciò reintegrata. A inizio 2006 ha ricominciato a gareggiare.

## Progressione

### 100 metri piani
| Stagione | Tempo | Luogo      | Data      | Rank. Mond. |
| -------- | ----- | ---------- | --------- | ----------- |
| 2009     | 11"27 | Roma       | 10-7-2009 | 47ª         |
| 2008     | 10"78 | Eugene     | 28-6-2008 | 1ª          |
| 2007     | 10"90 | Carson     | 20-5-2007 | 2ª          |
| 2006     | 11"06 | Stoccarda  | 10-9-2006 | 8ª          |
| 2006     | 11"06 | Parigi     | 8-7-2006  | 8ª          |
| 2006     | 11"06 | Gateshead  | 11-6-2006 | 8ª          |
| 2003     | 10"93 | Parigi     | 24-8-2003 | 3ª          |
| 2002     | 11"11 | Losanna    | 2-7-2002  | 16ª         |
| 2001     | 11"11 | Atene      | 11-6-2001 |             |
| 2000     | 11"06 | Sacramento | 14-7-2000 | 19ª         |
| 2000     | 11"06 | Atene      | 28-6-2000 | 19ª         |
| 1999     | 11"10 | Boise      | 4-6-1999  | 20ª         |
| 1998     | 11"11 | Westwood   | 2-5-1998  |             |

### 200 metri piani
| Stagione | Tempo | Luogo      | Data      | Rank. Mond. |
| -------- | ----- | ---------- | --------- | ----------- |
| 2008     | 22"66 | Eugene     | 5-7-2008  | 28ª         |
| 2007     | 22"51 | Osaka      | 30-8-2007 | 12ª         |
| 2006     | 22"50 | Gateshead  | 11-6-2006 | 8ª          |
| 2004     | 22"73 | Westwood   | 10-4-2004 | 29ª         |
| 2003     | 22"28 | Roma       | 11-7-2003 | 2ª          |
| 2001     | 23"21 | Eugene     | 23-6-2001 |             |
| 2000     | 22"65 | Sacramento | 23-7-2000 | 18ª         |
| 1999     | 22"89 | Boise      | 5-6-1999  | 49ª         |
| 1998     | 22"88 | Westwood   | 2-5-1998  |             |

## Palmarès
| Anno | Manifestazione      | Sede        | Evento      | Risultato        | Prestazione | Note                                     |
| ---- | ------------------- | ----------- | ----------- | ---------------- | ----------- | ---------------------------------------- |
| 1999 | Giochi panamericani | Winnipeg    | 4 × 100 m   | Argento          | 43"27       |                                          |
| 2000 | Giochi olimpici     | Sydney      | 100 m piani | Quarti di finale | 11"32       |                                          |
| 2000 | Giochi olimpici     | Sydney      | 200 m piani | Semifinale       | 23"06       |                                          |
| 2000 | Giochi olimpici     | Sydney      | 4 × 100 m   | Bronzo           | 42"20       |                                          |
| 2003 | Mondiali indoor     | Birmingham  | 60 m piani  | Argento          | 7"17        |                                          |
| 2003 | Mondiali            | Saint-Denis | 100 m piani | Oro              | 10"93       | Miglior prestazione personale            |
| 2003 | Mondiali            | Saint-Denis | 200 m piani | Argento          | 22"47       |                                          |
| 2003 | Mondiali            | Saint-Denis | 4 × 100 m   | Argento          | 41"83       | Miglior prestazione personale stagionale |
| 2004 | Mondiali indoor     | Budapest    | 60 m piani  | 4ª               | 7"16        |                                          |
| 2007 | Mondiali            | Osaka       | 100 m piani | 4ª               | 11"05       |                                          |
| 2007 | Mondiali            | Osaka       | 200 m piani | 4ª               | 22"65       |                                          |
| 2007 | Mondiali            | Osaka       | 4 × 100 m   | Oro              | 41"98       | Miglior prestazione mondiale stagionale  |
| 2008 | Giochi olimpici     | Pechino     | 100 m piani | 8ª               | 11"20       |                                          |
| 2008 | Giochi olimpici     | Pechino     | 4 × 100 m   | Batteria         | dq          |                                          |

## Altre competizioni internazionali
2000
- 6ª alla Grand Prix Final ( Doha), 100 m piani - 11"54

2003
- Bronzo alla World Athletics Final ( Monaco), 100 m piani - 11"06
- Bronzo alla World Athletics Final ( Monaco), 200 m piani - 22"58

2006
- Argento alla World Athletics Final ( Stoccarda), 100 m piani - 11"06
- Argento in Coppa del mondo ( Atene), 100 m piani - 11"19

2008
- 5ª alla World Athletics Final ( Stoccarda), 100 m piani - 11"22